# Emilio Pazos
Emilio Antonio Pazos Flores (Buenos Aires, 24 luglio 1945) è un ex calciatore argentino, di ruolo difensore.